# Matt Thiessen
Matthew Arnold Thiessen (nacido el 12 de agosto de 1980 en St. Catharines, Canadá) es un músico canadiense-estadounidense conocido por ser cofundador, vocalista, guitarrista, pianista y principal compositor de la banda de rock cristiano Relient K. Con este grupo ha lanzado seis álbumes de estudio, incluyendo tres que fueron disco de oro por la RIAA y tres que alcanzaron los veinte primeros en el Billboard 200. Fuera de su trabajo con Relient K, Thiessen mantiene un proyecto paralelo de bajo perfil llamado Matthew Thiessen and the Earthquakes. En 2009, fue coproductor y colaborador en el álbum de estudio Ocean Eyes de Owl City.